# Mezőszemere
Mezőszemere là một thị trấn thuộc hạt Heves, Hungary. Thị trấn này có diện tích 21,48 km², dân số năm 2010 là 1295 người, mật độ 60 người/km².